# アリラン国際放送
アリラン国際放送（ハングル : 아리랑국제방송、英語 : Arirang TV）は、韓国のソウル特別市にある韓国国際放送交流財団の英語国際放送局である。ニュース、文化、ドキュメンタリー、娯楽番組を網羅している。名前は、韓国の民謡であるアリランから由来している。

## 概要
韓国の重要な英語放送局であるアリラン国際放送は、中立的なニュース報道と多元化された観点を通じて韓国を世界に伝えるのが目的である。韓国についてよく知らない視聴者は、アリラン国際放送を通じて韓国の真の姿にふれることができる。一部番組は多言語字幕を提供する。

## 歴史

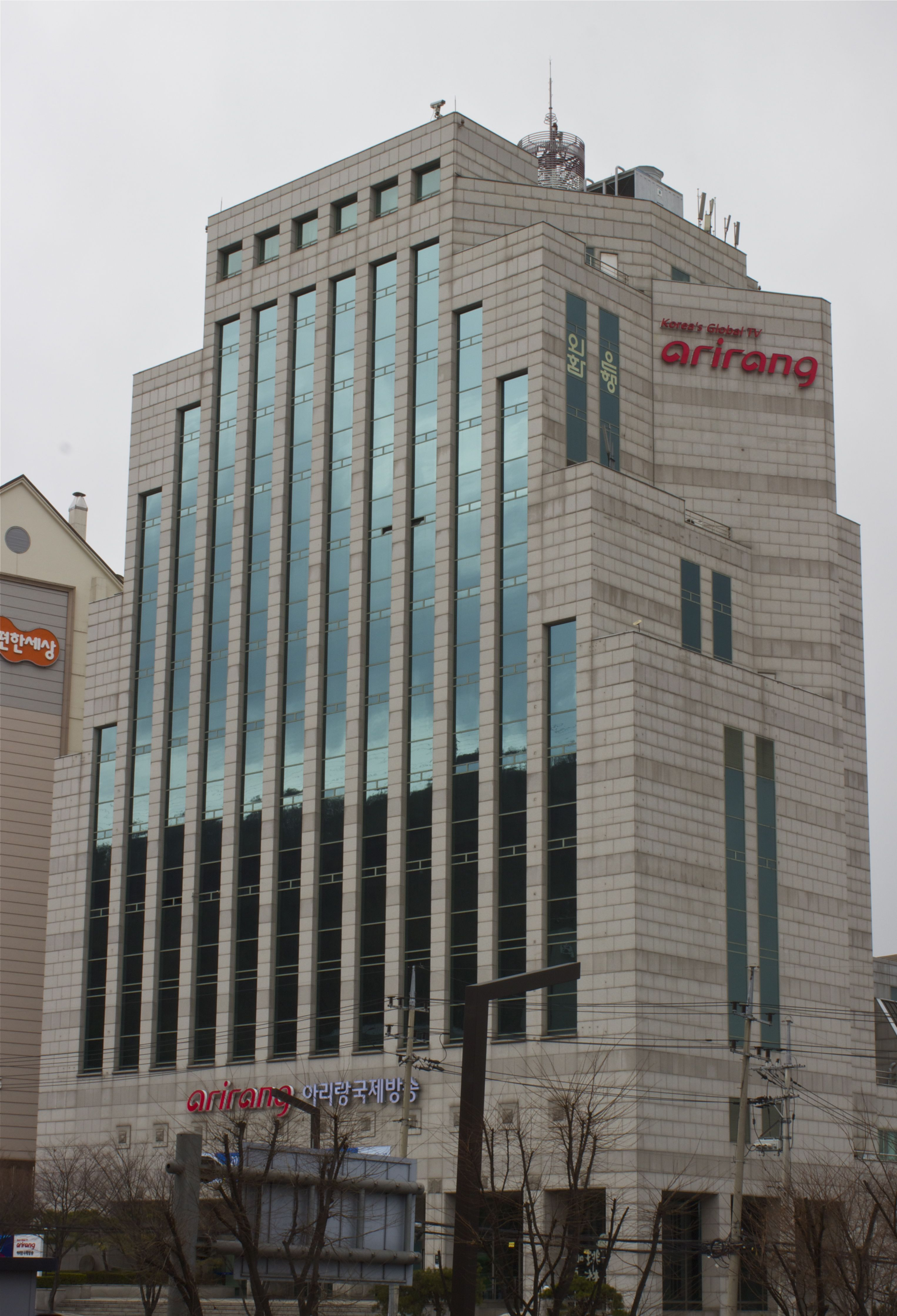
アリラン国際放送總部

- 1999年10月4日 - TVチャンネル開局
- 2003年9月1日 - 地上波放送チャンネル開局
- 2005年12月1日 - 地上波DMB開局
- 2013年1月8日 - TVチャンネルHD放送転換。SD放送も継続。

## 放送局

### FM周波数（済州地域放送）
- 済州市など：88.7 MHz
- 西帰浦市/済州西部（翰林邑、翰京面）：88.1 MHz
- 西帰浦市アンドク面、大静邑：101.9 MHz

### DMBチャネル
- T-DMB: アロランラジオ（首都圏地域放送のみ）

### Arirang Cast
- アリラン国際放送公式ホームページ、オンラインで視聴

### スマートフォン
- iPhone/アンドロイドアプリで視聴